# Kim Palmqvist
Kim Thomas Palmqvist född 6 september 1988, är en svensk basketspelare från Södertälje BBK.
Kim Palmqvist är uppvuxen i Södertälje och började spela basket i SBBK när han var nio år gammal. Det var hans far Thomas Palmqvist som då spelade som fick honom att testa på basket. Han kände reda säsongen 2005/2006 på spel i Södertälje Kings och blev året efter en ordinarie Kingsspelare. Han fick tidigt en rad utmärkelser; ex AllStar-team i U18 SM 2006 och var en tongivande spelare i Sveriges U18-landslag. Han provtränade med Real Madrid 2006, men det blev aldrig något kontrakt med den spanska klubben. Han flyttade 2007 till Göteborg och spelade för Gothia Basket, under tiden blev han pappa till dottern Caylie med basketspelaren Vici Fagan. Paret lämnade Göteborg och flyttade hem till Södertälje för fortsatt spel i Basketligan/Damligan 2010/11. Han signerade då ett kontrakt på två år med moderklubben, men skadade sig redan på försäsongen. Under en träningsmatch för Södertälje Kings mot lettiska Latvijas Universitāte slet han av hälsenan och lär missa resten av säsongen. Han ersattes av Tauras Skripkauskas från Litauen.